# 永巌寺 (石巻市)
永巌寺（えいがんじ）は、宮城県石巻市羽黒町1丁目にある曹洞宗の寺院。本尊は釈迦如来。
羽黒山（羽黒山公園）の東麓に位置し、背後には広大な墓地が広がっている。北隣には寿福寺があり、周辺は小規模な寺町の様相を呈している。住職の本多賢浩は松島湾でのヒラメ釣りが趣味である。

## 歴史
慶長17年（1612年）に堂が現在地に移り、寛永16年（1639年）に永巌寺として創建された。江戸時代には永平寺と密接に関係し、山門は「奥州の三門」と呼ばれて称えられていたが、慶応2年（1866年）には火災で焼失した。1998年（平成10年）に本堂が再建された。

## 境内
- 本堂
- 山門
- 客殿
- 鐘楼
- 観音堂
- 庫裏
- 鰻塚

## 現地情報
- 所在地 - 宮城県石巻市羽黒町1丁目
- アクセス - JR仙石線・石巻線石巻駅から徒歩